# Morris Schwartz
Morris Schwartz (n. 3 de abril de 1901, m. 22 de octubre de 2004) fue un inventor fotógrafo y empresario estadounidense.
Nacido en Rusia, Schawrtz emigró a Estados en 1906. Inició su carrera en 1922 en el New York Times en donde permaneció hasta 1926 cuando se cambió al Jewish Daily Forward donde participó como fotógrafo hasta 1931.
En 1930, Schwartz inventó un sincronizador de flash de bulbo, entonces un reemplazo novedoso para el flash de polvo. También inventó el «Focuspot» en 1936, fundando la compañía Kalart para comercializar este y otros productos.